# Nazionale maschile di rugby a 15 dello Zimbabwe
La nazionale zimbabwese di rugby a 15 è la selezione maschile di rugby a 15 (o Rugby union) che rappresenta lo Zimbabwe in ambito internazionale.
Attiva dal 1910 come Rhodesia Meridionale, quando disputò un incontro con le Isole Britanniche in tour in Sudafrica, e dopo l'indipendenza del Paese come Zimbabwe nel 1981 contro il Kenya, opera sotto la giurisdizione della Zimbabwe Rugby Union ed è inquadrata fra le nazionali con aspirazioni di partecipazione alla Coppa del Mondo (Targeted) dall'organismo internazionale World Rugby.
La nazionale zimbabwese partecipa regolarmente alla Coppa d'Africa, la competizione continentale delle nazioni minori, della quale si è aggiudicata le edizioni 2012, 2024 e 2025.
Altre competizioni minori organizzate dalla Federazione internazionale a cui ha preso parte sono: la  Coppa delle Nazioni nel 2012, 2015 e 2017 e l'IRB Tri Nations nel 2012 e 2013; mentre nel 2011 e nel 2019 ha vinto l'edizioni della Victoria Cup.
Tra i maggiori risultati ottenuti a livello internazionale vanta tre partecipazioni alla Coppa del Mondo: nel 1987 e nel 1991, rispettivamente invitata e dopo aver primeggiato nelle qualificazioni africane, parteciperà inoltre all'edizione 2027 dopo aver vinto l'Africa Cup 2025 ai danni della Namibia per 30-28.
I giocatori che compongono la squadra nazionale sono comunemente noti col soprannome di Sables, in italiano: "antilopi nere".

## Palmarès
- Africa Cup: 3
2012, 2024, 2025